# Сан Мичели (Козенца)
Сан Мичели је насеље у Италији у округу Козенца, региону Калабрија.
Према процени из 2011. у насељу је живело 231 становника. Насеље се налази на надморској висини од 192 м.